# Плуа
Плуа́ (фр. и брет. Plouha, галло Plóha) — коммуна во Франции, находится в регионе Бретань. Департамент — Кот-д’Армор. Главный город кантона Плуа. Округ коммуны — Генган.
Население (2019) — 4 541 человек.

## География
Коммуна расположена приблизительно в 390 км к западу от Парижа, в 115 км северо-западнее Ренна, в 23 км к северо-западу от Сен-Бриё.
Коммуна расположена на берегу бухты Сен-Бриё.

## История
Территория, на которой находится Плуа, была заселена с древнейших времен, о чем свидетельствуют найденные при раскопках в 1879 двенадцать бронзовых топоров периода железного века, находящиеся сейчас в музее Бретани в Ренне.
Во время Великой Французской революции Плуа, как и почти вся Бретань, была затронута событиями гражданской войны. В марте 1794 году несколько сотен шуанов ждали на пляже Плуа отправления в Англию, когда их атаковали революционные силы и полностью уничтожили.

## Достопримечательности
- Часовня Кермарья-ан’Искит (XIII век). Исторический памятник с 1907 года[2]
- Замок Лизандре (XVII век). Исторический памятник с 1952 года[3]
- Придорожный крест (XVIII век). Исторический памятник с 1928 года[4]
- Придорожный крест Соре (XVII век). Исторический памятник с 1926 года[5]
- Церковь Святого Петра XIX века
- Усадьба Керавель

## Экономика
Структура занятости населения:
- сельское хозяйство — 8,4 %
- промышленность — 4,0 %
- строительство — 5,9 %
- торговля, транспорт и сфера услуг — 36,4 %
- государственные и муниципальные службы — 45,3 %

Уровень безработицы (2018) — 13,2 % (Франция в целом —  13,4 %, департамент Кот-д’Армор — 11,5 %). 

Среднегодовой доход на 1 человека, евро (2018) — 21 790 (Франция в целом — 21 730, департамент Кот-д’Армор — 21 230).
В 2007 году среди 2310 человек в трудоспособном возрасте (15—64 лет) 1472 были экономически активными, 838 — неактивными (показатель активности — 63,7 %, в 1999 году было 59,9 %). Из 1472 активных работали 1299 человек (666 мужчин и 633 женщины), безработных было 173 (69 мужчин и 104 женщины). Среди 838 неактивных 155 человек были учениками или студентами, 451 — пенсионерами, 232 были неактивными по другим причинам.

## Демография
Динамика численности населения, чел.

## Администрация
Пост мэра Плуа с 2021 года занимает коммунист Ксавье Компен (Xavier Compain). На муниципальных выборах 2020 года левый список, возглавляемый действовавшим мэром Филиппом Дельсолем (Philippe Delsol), победил во 2-м туре, получив 39,08 % голосов (из четырех списков). В 2021 году Филипп Дельсоль ушел в отставку, и новым мэром был избран Ксавье Компен.
| Период | Период | Фамилия         | Партия                                                       | Примечания                                                                    |
| ------ | ------ | --------------- | ------------------------------------------------------------ | ----------------------------------------------------------------------------- |
| 1971   | 1977   | Ален Ле Ган     | Центристские демократы                                       | член Генерального совета департамента, депутат Национального собрания Франции |
| 1977   | 1986   | Жан Ланно       | Социалистическая партия                                      | клерк в нотариальной конторе, член Генерального совета департамента           |
| 1986   | 2001   | Жан Дерьен      | Социалистическая партия                                      | учитель, член Генерального совета департамента                                |
| 2001   | 2008   | Жан-Клод Ле Ган | Союз за французскую демократию Союз демократов и независимых | директор по исследованиям университета                                        |
| 2008   | 2014   | Филипп Дельсоль | Социалистическая партия                                      | учитель, член Генерального совета департамента                                |
| 2014   | 2016   | Эрик Дюваль     | Разные правые                                                | мировой судья                                                                 |
| 2016   | 2021   | Филипп Дельсоль | Социалистическая партия                                      | учитель                                                                       |
| 2021   |        | Ксавье Компен   | Коммунистическая партия                                      |                                                                               |

## Города-побратимы
- Киллорглин (Ирландия, с 1999)[7]
- Палас-де-Рей (Испания, с 2003)

## Знаменитые уроженцы
- Жан-Луи Гамон (1821-1874), художник

## Галерея

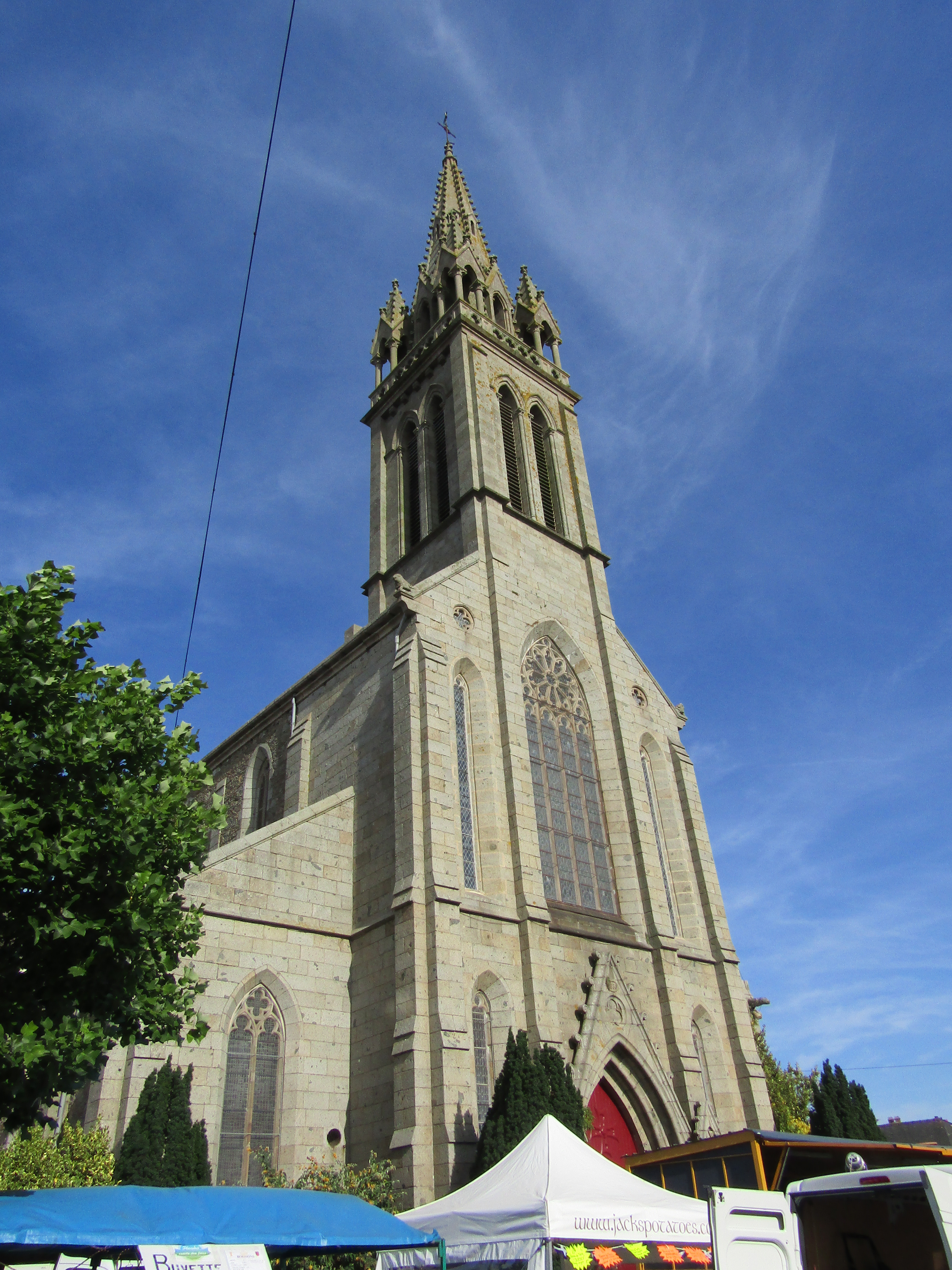
Церковь Святого Петра
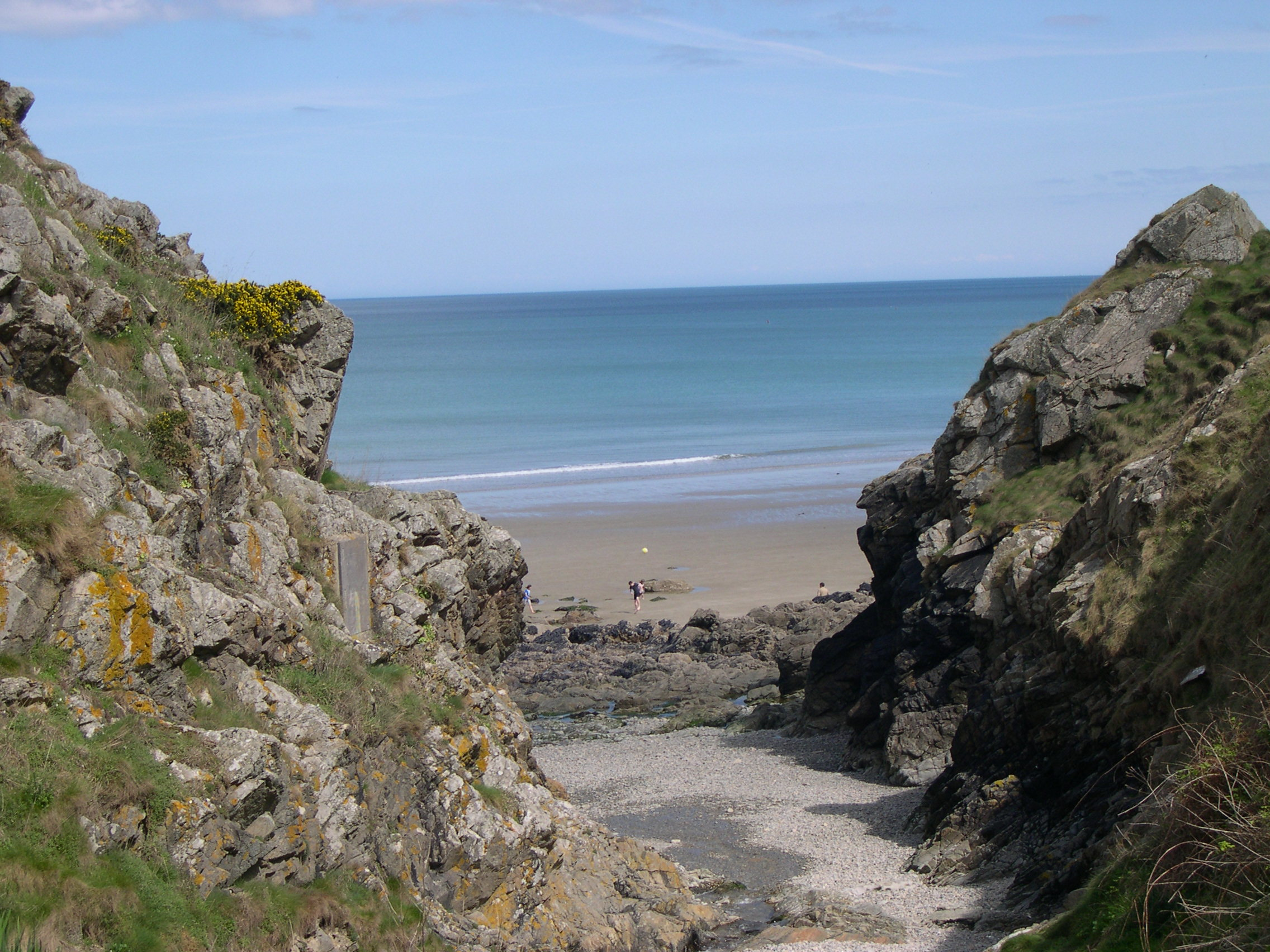
Пляж Бонапарта
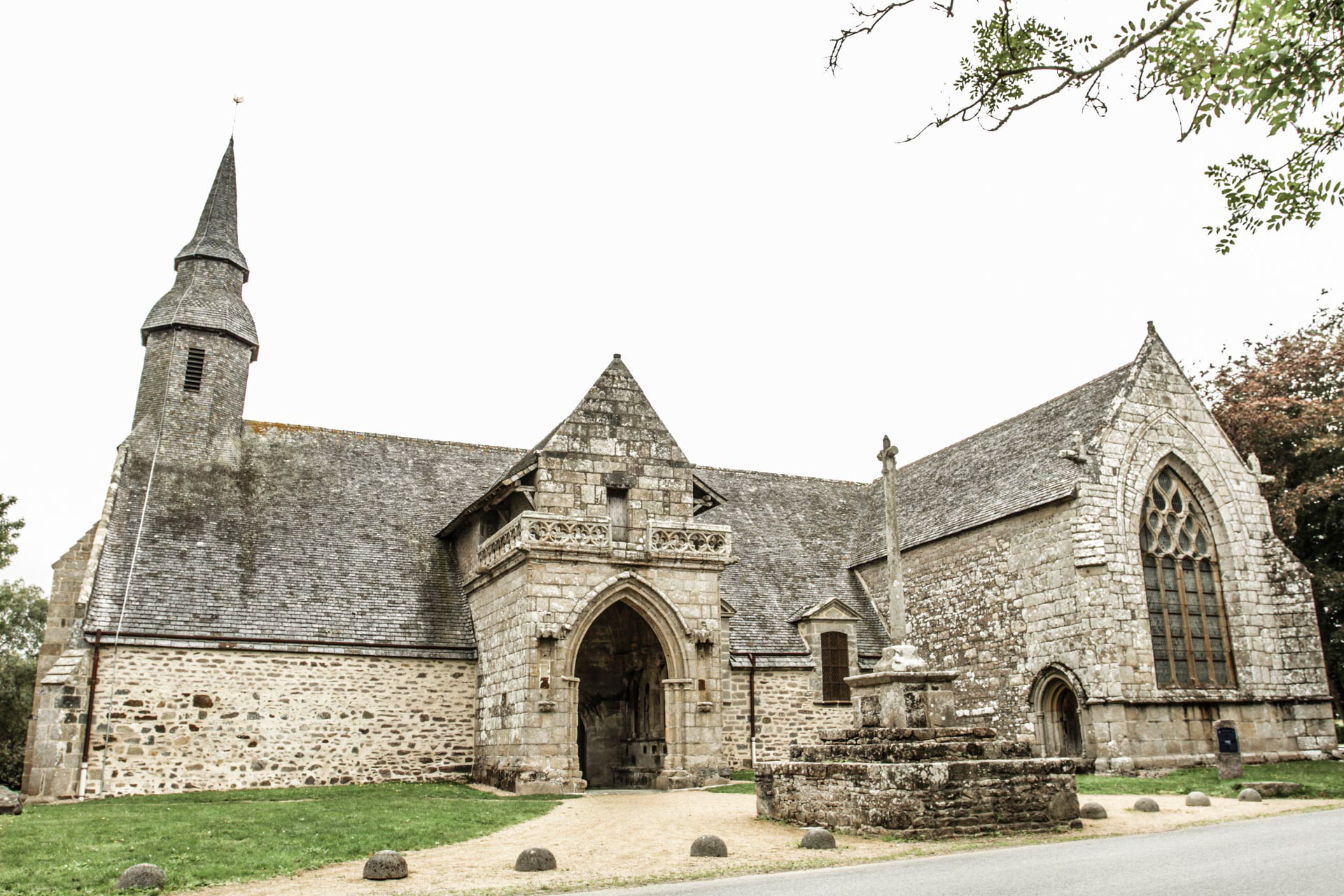
Часовня Кермарья-ан’Искит
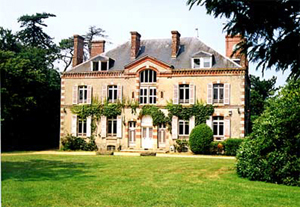
Усадьба Керавель